# Ancylotrypa fasciata
Ancylotrypa fasciata is een spinnensoort uit de familie Cyrtaucheniidae. De soort komt voor in Kenia.